# Залп
Залп е едновременен изстрел на няколко пушки или артилерийски оръдия.
Също се нарича – Стрелба на залпове, Залпова стрелба, Стрелба със залп и Залпов огън.

## История

### Със стрелково оръжие
В Руската армия, при Петър Първи, с уставите за основното формирование на пехотата – ротата, са определени видовете стрелба. Един от тези видове е стрелбата със залп, когато цялата рота стреля едновременно.
Малкото изгоди от залповата стрелба със стрелково оръжие са силното психологическо впечатление на противника, контрол за разходите на боеприпаси и възможност визуално да се установи мястото на падане на големия брой куршуми, за разлика от единичните куршуми (понякога за тази цел залпът се употребява за пристрелка). Залпът също се използва, когато поради голямо разстояние не може да се разчита на ефективна стрелба или когато самата цел е достатъчно значителна по размер. При разстрелите залпът „размива“ отговорността за убийството. Съгласно дореволюционните източници, стрелбата в плътен строй се произвежда „винаги залпово, тъй като само такава стрелба съответства на духа на указания строй“.
Точността при залповата стрелба е много по-ниска, тъй като всеки стрелец е ограничен в избора на време за произвеждане на изстрела и може да не успее да се прицели към момента на залпа, или в този момент избраната от него цел да се е скрила зад укритие. Ефективността на поражение се намалява също и за сметка на нееднократното попадение в една цел при пропуск на други.
От момента на поява на огнестрелното оръжие, до началото на XX век, в Руската императорска армия залповата стрелба е любима тактика на пехотата. Междувременно, в другите армии значението на залповия огън намалява веднага след приемането на въоръжение на скорострелните пушки и особено след английския опит на бурската война, след която уставите на най-големите чуждестранни армии вече допускат използването на залпов огън само при изключителни случаи.
След руско-японската война вижданията за значението на залповете съществено се изменят и в Руската империя: наставленията за стрелково обучение от 1909 г. все още дава много място на залповия огън, но вече в наставлението за водене на пехотен бой от 1910 г. има допълнително указание използването на залпов огън да е „крайно рядко и премислено“.

### С оръдия
При стрелбата с оръдия залпът все още съхранява смисъла си както за психологическо въздействие върху врага, така и в смисъл на силното разрушително действие при съвкупните попадения на няколко снаряда и маса поражения за кратък промеждутък от време (виж артилерийска подготовка), но непосредствено по време на боя вече през първата половина на XX век залповият огън на артилерията практически престава да се използва, отстъпвайки място на беглия огън. За последния също способства и появата на системите за залпов огън.
Залпов огън в артилерията се провежда само при тези случаи, когато оръдията са добре пристреляни, и следва да е съгласуван с действителните потребности, свойствата и важността на целта. Например, когато настъпващия противник няма сведения за наличието (броя) при отбраняващите се на артилерийски оръдия, едновременният залп от последните позволява да се нанесе на неприятеля максимална вреда до това, да може той да отстъпи или да се укрие (макар това може да се разглежда и като водене на бегла стрелба по команда, но и тя започва именно от залп). Залпът се прави или по команда, или автоматично, посредством електрически прибори и запали; автоматичният залп се използва за крепостните оръдия и при корабната артилерия.